# Genízaros
Genízaros (ordets ursprungliga betydelse är janitscharer) var prärieindianer som tillfångatagits av andra prärieindianer och mot lösen såldes till enskilda spansktalande personer eller till puebloindianska samfälligheter. 

## Social ställning
Dessa människor omvändes till kristendomen och när de arbetat av den lösen som betalts för dem skulle de friges. Deras sociala ställning var mycket låg därför att de som ackulturerade och kristna av indiansk börd betraktades som vare sig tillhörande den vita eller den indianska världen. Från 1749 började genízaros få gehör för sina klagomål hos de spanska myndigheterna och det skapades egna samhällen för dem i de spanska samhällenas periferi, samhällen som även hade till funktion att fungera som en första utpost mot fientliga indianers anfall.

## Förekomst

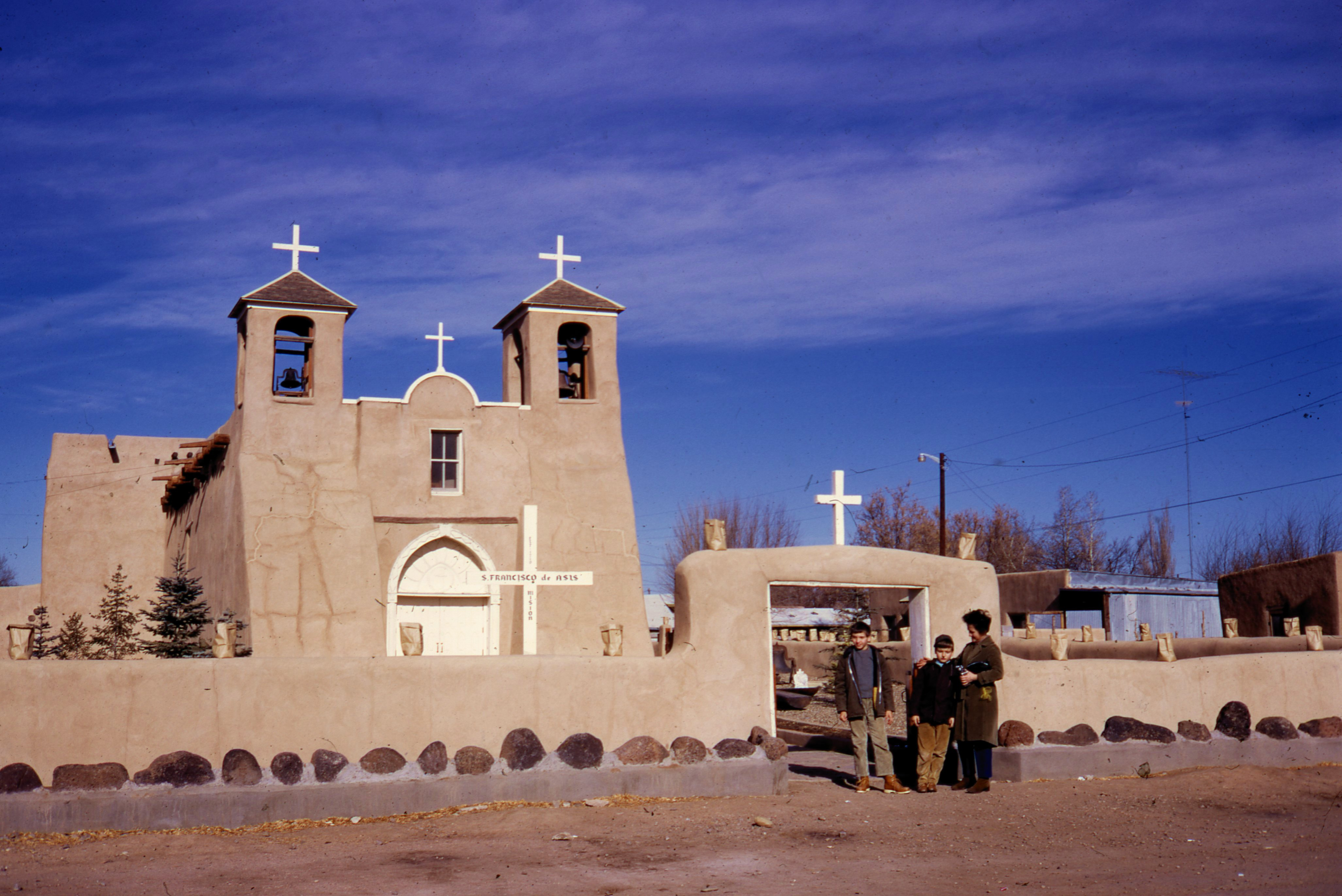
Kyrkan i Ranchos de Taos.

I slutet av 1700-talet kan genízaros ha uppgått till cirka 1/3 av totalbefolkningen i New Mexico. Under 1700- och 1800-talen grundade de samhällen som Abiqui, Belen, Carnuel, Las Trampas, Ojo Caliente, Ranchos de Taos, San Miguel del Vado och Tome. Det fanns också ett stort antal genízaros i Albuquerque, Santa Cruz de la Canada, Santa Fe och El Paso del Norte.

## Etnicitet
2007 erkändes genízaros och deras ättlingar som en ursprungsbefolkning av staten New Mexico.